# Lekkoatletyka na Światowych Wojskowych Igrzyskach Sportowych 2019 – rzut oszczepem mężczyzn
Rzut oszczepem mężczyzn – jedna z technicznych konkurencji lekkoatletycznych rozegranych w dniu 24 października 2019 roku podczas 7. Światowych Wojskowych Igrzyskach Sportowych na kompleksie sportowym WH FRSC Stadium w Wuhanie. Polak Marcin Krukowski zdobył srebrny medal igrzysk wojskowych.

## Terminarz
| Data                      | Godzina (UTC+08:00) | Wydarzenie |
| ------------------------- | ------------------- | ---------- |
| 24 października 2019(dts) | 9:25                | Finał      |

## Rekordy
Tabela prezentuje rekord świata, a także rekord Igrzysk wojskowych (CSIM) przed rozpoczęciem mistrzostw.
|                                   | Zawodnik              | Wynik | Miejsce | Data              |
| --------------------------------- | --------------------- | ----- | ------- | ----------------- |
| Rekord świata                     | Jan Železný (IO 1992) | 98,48 | Jena    | 25 maja 1996(dts) |
| Rekord Igrzyska wojskowych (CSIM) | A. Murowiew           | 86,20 | Francja | 1993(dts) tr      |

## Uczestnicy
Jedno państwo mogło zgłosić maksymalnie dwóch oszczepników. Do zawodów zgłoszonych zostało 17 zawodników reprezentujących 13 kraje. Złoty medal zdobył Hindus Shivpal Singh, srebrny Polak Marcin Krukowski, a brązowy Lankijczyk Sumedha Ranasinghe.

## Medaliści
| Złoto                 | Srebro                    | Brąz                           |
| Shivpal Singh · Indie | Marcin Krukowski · Polska | Sumedha Ranasinghe · Sri Lanka |

## Finał
| Pozycja | Zawodnik                | Reprezentacja    | #1    | #2    | #3    | #4    | #5    | #6    | Rezultat | Uwagi |
| ------- | ----------------------- | ---------------- | ----- | ----- | ----- | ----- | ----- | ----- | -------- | ----- |
| 1 !     | Shivpal Singh           | Indie            | 83,33 | x     | 79,80 | x     | 75,62 | 78,99 | 83,33    |       |
| 2 !     | Marcin Krukowski        | Polska           | x     | x     | 78,17 | 77,04 | x     | 77,99 | 78,17    |       |
| 3 !     | Sumedha Ranasinghe      | Sri Lanka        | 70,49 | –     | 75,35 | x     | 74,46 | x     | 75,35    |       |
| 4       | Oliver Helander         | Finlandia        | 70,44 | 74,62 | –     | –     | –     | –     | 74,62    |       |
| 5       | Abhishek Singh          | Indie            | 71,15 | 72,58 | 71,58 | 71,48 | 74,54 | 72,80 | 74,54    |       |
| 6       | Bae You-il              | Korea Południowa | x     | 69,24 | 70,27 | 74,33 | x     | x     | 74,33    |       |
| 7       | Toni Kuusela            | Finlandia        | 72,47 | x     | x     | x     | 72,12 | x     | 72,47    |       |
| 8       | Bruno Schürch           | Szwajcaria       | 71,34 | 67,31 | x     | 66,54 | 66.33 | –     | 71,34    |       |
| 9       | Zaharia Georgre Catalin | Rumunia          | 65,57 | 68,64 | 70,11 | NQ    | NQ    | NQ    | 70,11    |       |
| 10      | Lukas Wieland           | Szwajcaria       | x     | 67,95 | 69,35 | NQ    | NQ    | NQ    | 69,35    |       |
| 11      | Gastter Claude Chamakim | Kamerun          | 67,00 | 65,77 | 68,27 | NQ    | NQ    | NQ    | 68,27    |       |
| 12      | Bobur Shokirjonov       | Uzbekistan       | x     | 66,91 | 66,07 | NQ    | NQ    | NQ    | 66,91    |       |
| 13      | Ali Al Abdulghani       | Arabia Saudyjska | 60,86 | 66,03 | 63,75 | NQ    | NQ    | NQ    | 66,03    |       |
| 14      | Skirmantas Simoltunas   | Litwa            | 64,08 | 64,06 | 65,69 | NQ    | NQ    | NQ    | 65,69    |       |
| 15      | Nguyễn Trung Tân        | Wietnam          | 58,99 | 60,38 | x     | NQ    | NQ    | NQ    | 60,38    |       |
| 16      | Villaroel Jairyson      | Arabia Saudyjska | 55.86 | 56,80 | x     | NQ    | NQ    | NQ    | 56,80    |       |
| 17      | Phạm Ngọc Anh           | Wietnam          | 55,84 | –     | –     | NQ    | NQ    | NQ    | 55,84    |       |

Źródło: Wuhan